# Gottfried Klaus

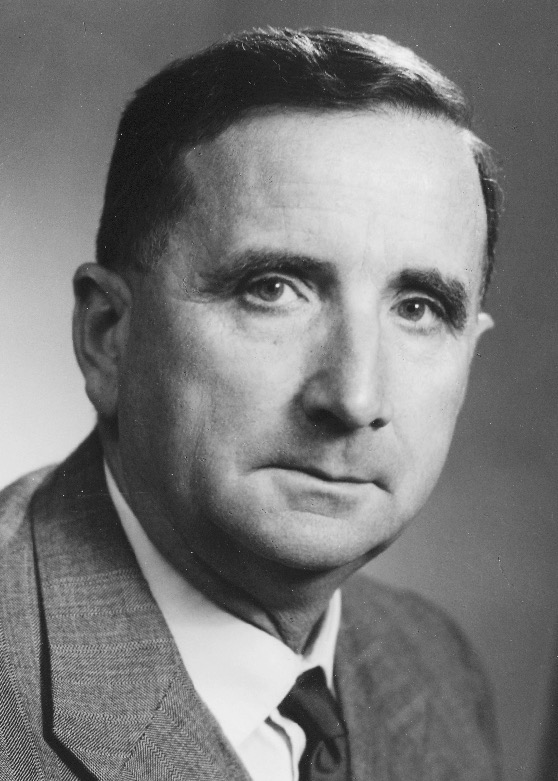
Gottfried Klaus

Gottfried Klaus (* 25. November 1899 in Biel; † 6. August 1963 in Chur) war ein Schweizer Politiker (SP).

## Leben
Klaus besuchte das Lehrerseminar in Solothurn, welches er 1918 mit dem Lehrerpatent abschloss. Danach arbeitete er als Sekretär im solothurnischen Finanzdepartement, ehe er 1920 in Derendingen eine Stelle als Lehrer antrat. 1922 heiratete er Klara Vorbrodt, mit der er drei Kinder bekam: Gerhard (1924), Annette (1927) und Hanni (1930). 1927 wechselte er als Lehrer nach Olten, wo er bis zu seiner Wahl in den Regierungsrat des Kantons Solothurn im Jahr 1949 unterrichtete. 1963 starb er an den Folgen eines Verkehrsunfalls in Chur.
Von 1949 bis 1963 war Klaus Mitglied als kantonaler Finanzdirektor von Amtes wegen auch Mitglied der Solothurner Bibliothekskommission. Er unterstützte als Finanzdirektor, aber auch als Gönner und Bücherfreund den Neubau der Zentralbibliothek Solothurn auf dem Areal des Zetter-Palais.

## Politische Laufbahn
1929–1949 Kantonsrat (Präsident 1941), 1941–1949 Präsident der Staatswirtschaftskommission, 1937–1956 Präsident der kantonalen SP. 1949–1963 Solothurner Regierungsrat (Finanzdepartement). Vom 6. Dezember 1943 bis zu seinem Tod im Jahre 1963 vertrat er den Kanton Solothurn im Ständerat.